# Georg Sanders
Georg Sanders (em russo:  Георгий Сандерс) foi um patinador artístico russo. Sanders conquistou a medalha de bronze no campeonato mundial em 1896.

## Principais resultados
| Campeonato Mundial | Medalha de bronze |